# Getaway in Stockholm
Getaway in Stockholm war eine schwedische Filmserie über illegale Straßenrennen. Dabei wurden ein oder zwei Sportwagen mit Kameras bestückt und damit quer durch Stockholm gerast, in einzelnen Filmen wurde eine Hetzjagd mit der Polizei betrieben. Die Aufnahmen sind im Stil des legendären Kurzfilms C’était un rendez-vous gehalten, dazu werden im zweiten Teil der Filme Aufnahmen aus der schwedischen Tuningszene gezeigt. Im Sommer 2000 erfolgten die Aufnahmen zum 1. Film, der auf VHS veröffentlicht wurde, seit dem 2. Film wurden die Aufnahmen auf DVD weltweit vertrieben. Herausgegeben und produziert wurden die Filme von „Getaway in Stockholm Productions“ (kurz „GiSProductions“).
Nach der bisherigen schwedischen Gesetzeslage muss ein Verkehrsrowdy auf frischer Tat von der Polizei gefasst werden. Eine ähnliche Serie sind die Filme von Ghost Rider.

## Veröffentlichungen
- Getaway in Stockholm 1: Porsche 911 G-Modell
- Getaway in Stockholm 2: Toyota Supra und Ford Escort Cosworth
- Getaway in Stockholm 3: Honda NSX
- Getaway in Stockholm 4: Chevrolet Corvette und Honda NSX
- Getaway in Stockholm 5: Mazda RX-7
- Getaway in Stockholm 6: Dodge Viper GTS und Porsche 911 GT3 996
- Getaway in Stockholm 7: BMW M3 E46 CSL und BMW M5 E39
- Getaway in Stockholm 8: Audi RS6 und ein Motorrad Honda Fireblade
- Getaway in Stockholm 9: Zwei Porsche 911 GT3 996
- Getaway in Stockholm X: Lamborghini Gallardo und Porsche 911 GT3 996
- The ITSFUN Story